# Cosmos 62 (forma lliure)
Cosmos 62 (Forma lliure) (en valenciano: Cosmos 62 (forma libre)) es una obra de arte de Andreu Alfaro perteneciente a la colección del Instituto Valenciano de Arte Moderno, y es la cuarta obra del museo que más visitas virtuales recibe. Es una escultura de hierro de unos cinco metros de altura.
Su precio inicial fue de 50 000 pesetas, y se erigió en el Parque natural del Peñón de Ifach, en Calpe. Era propiedad del promotor inmobiliario José Huguet, y posteriormente fue vendida al IVAM. Pese a estudiarse la posibilidad de que se exhibiera en el jardín de esculturas del museo, en 2019 volvió a exhibirse en Calpe, situándose en un emplazamiento diferente al original.
Se trata de una obra monumental que responde a la utopía vanguardista de unir vida y arte, ya que en una carta de 1963 a su amigo Joan Fuster, el artista declaró su intención de crear un arte con una proyección social palpable y constante. Esta proyección social implicaba que las esculturas debían exhibirse en lugares públicos, motivo que justificó su vuelta a Calpe. Desde el punto de vista experimental, se destaca la plasticidad del hierro.